# La morte rossa
La morte rossa è un film muto italiano del 1918 diretto da Giuseppe De Liguoro.
Il film è suddiviso in 5 episodi: Il gioco del destino, Il segreto dell'astronomo, In fondo al mare, La realtà dei sogni e La liberazione di Gerusalemme.